# Dařenec
Dařenec je přírodní rezervace poblíž obce Vřesina v okrese Opava v Opavské pahorkatině v Moravskoslezském kraji, po pravé straně státní silnice z Vřesiny do Píště. Vyhlášena byla roku 1969. Oblast spravuje Agentura ochrany přírody a krajiny ČR. Důvodem ochrany je přírodní smíšený listnatý porost dubu, habru a lípy (habrodubového lesa a buků[zdroj?]) s bohatou květenou.
Z vodopisného hlediska náleží celé území do povodí nižšího řádu řeky Odry. Oblast bezprostředně přiléhá k oderské nivě.
Polesí v minulosti náleželo panstvím Lichnovských a Rotschildů, které zde měly své územní hranice. Před nimi bylo majetkem Eichendorfů ze Šilheřovic. Majitelé panství si zde nechávali vysazovat tzv. hraniční duby, z nichž některé přetrvaly dodnes. Mezi ně patří i dnes již neexistující Mechtildin dub čili "Mechtildeneiche", v jehož blízkosti je tzv. Mechtildin bludný balvan ze skandinávské ruly, který byl dovlečen ledovcem z Fennoskandinávie. K dubu i kameni se váže pověst o kněžně Mechtildě Lichnovské na Chuchelné a z Voštic. Dařencem také vede úsek naučné stezky Okolo Vřesiny.

## Galerie

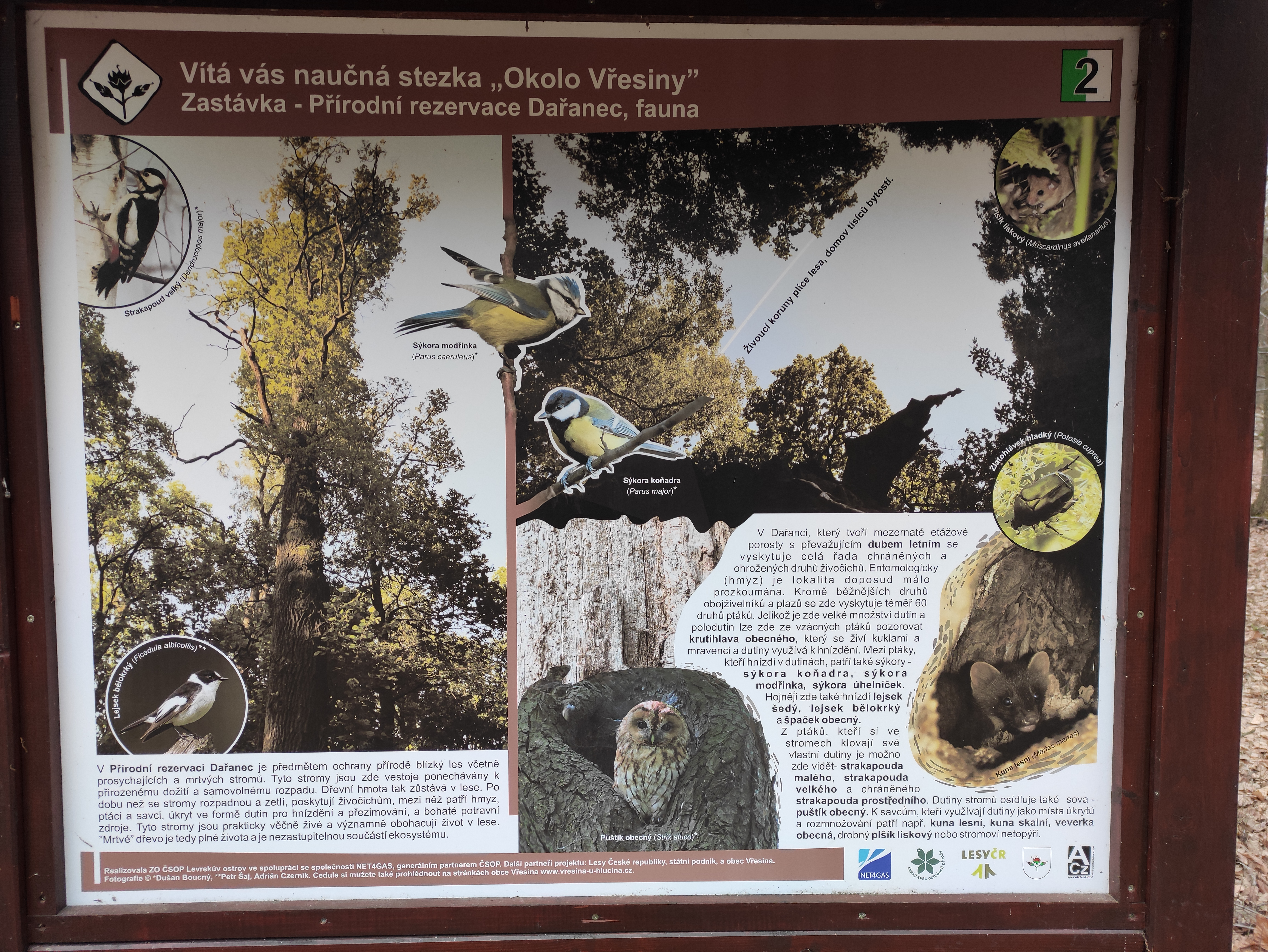
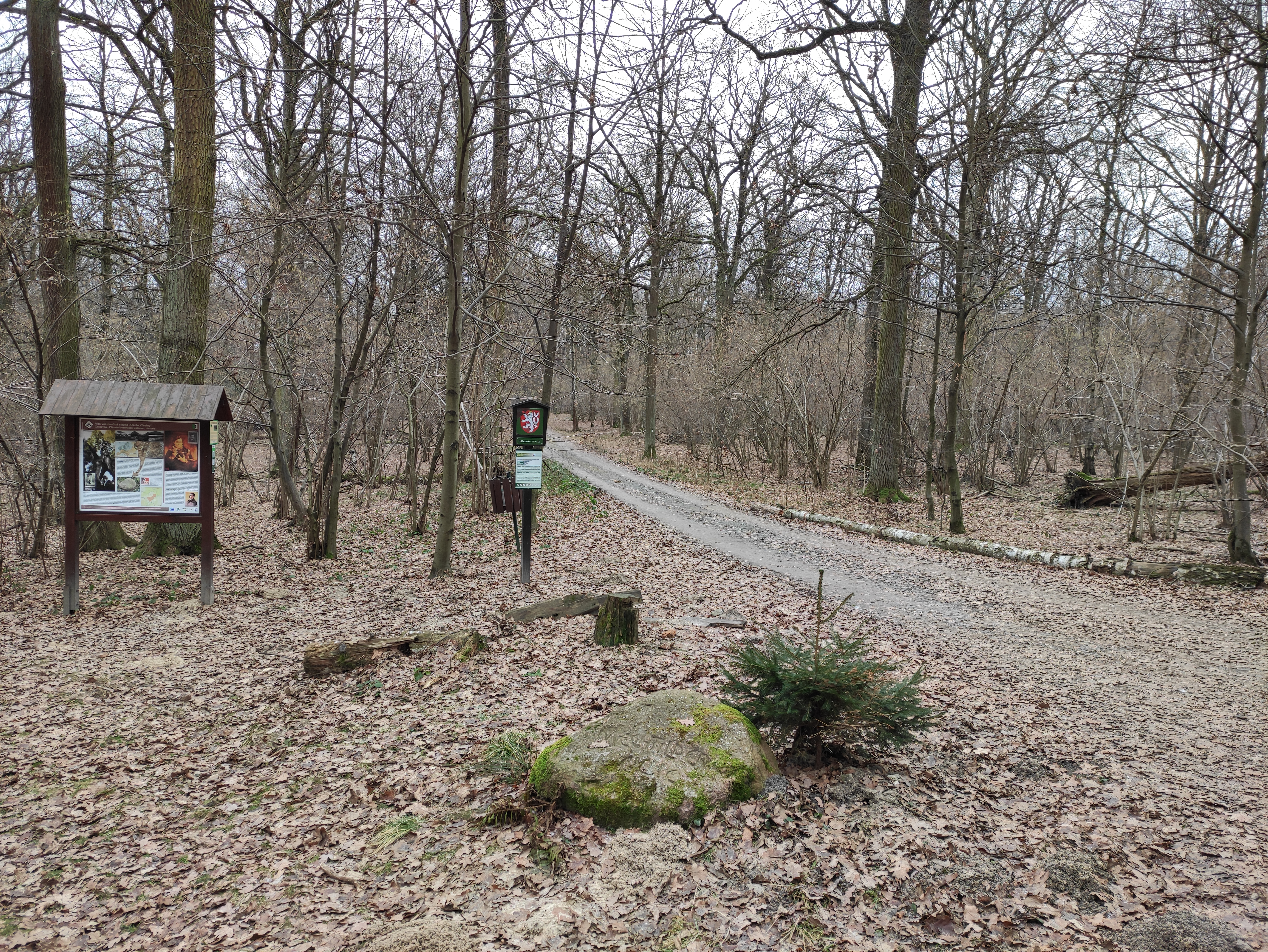
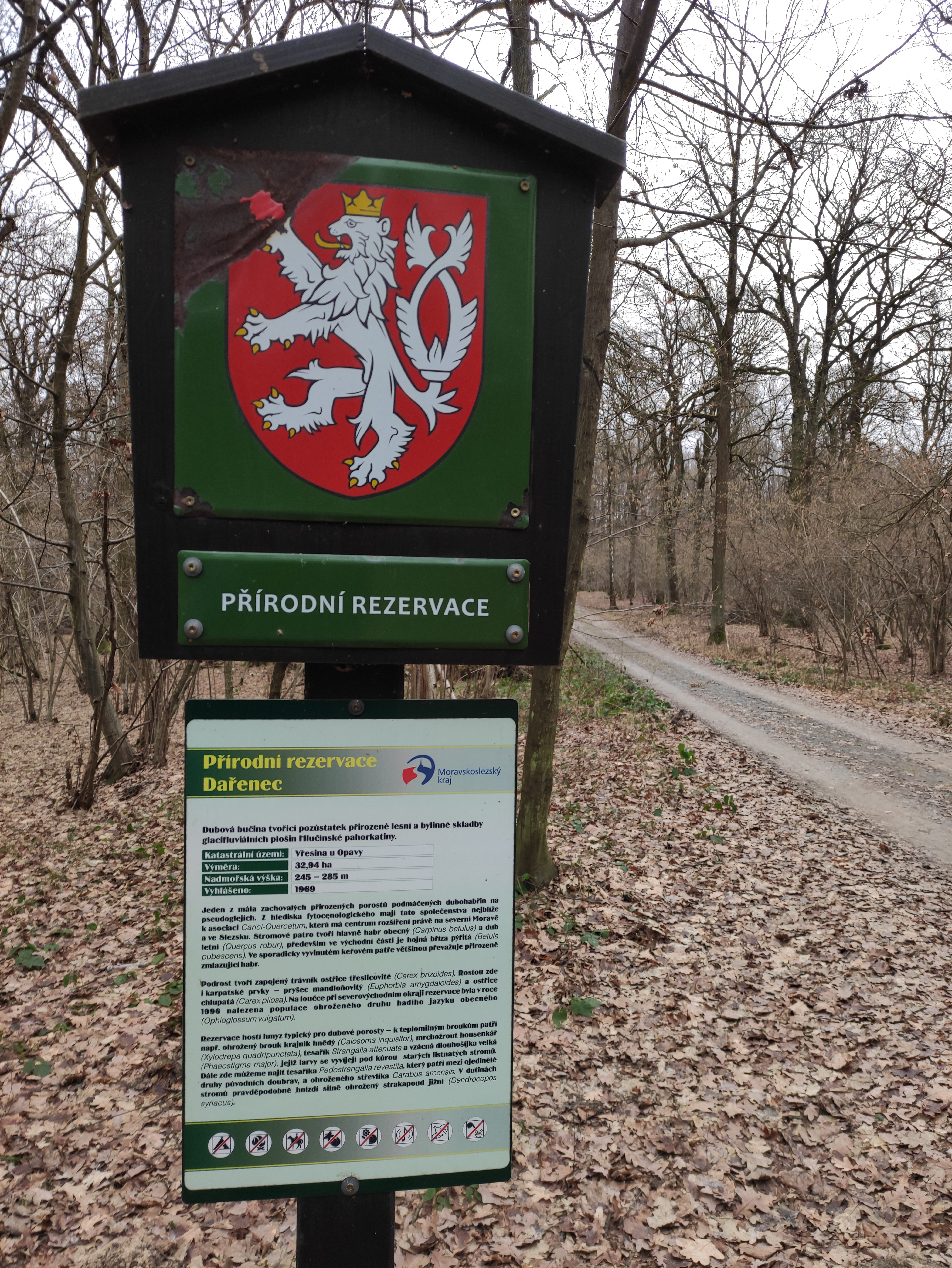
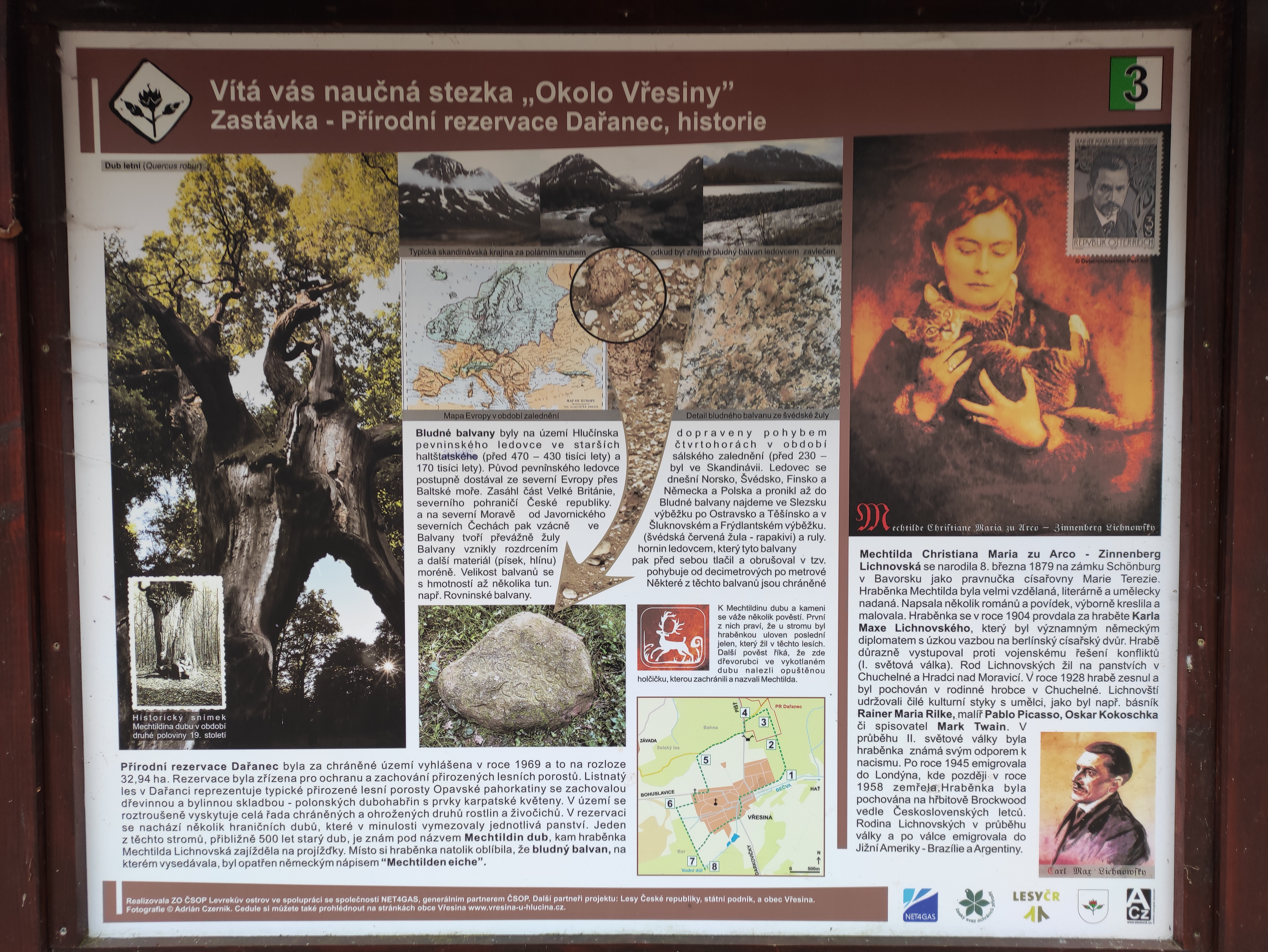